# The Peace and the Panic
The Peace and the Panic —en español: La paz y el pánico—  es el tercer álbum de estudio de la banda de rock galesa Neck Deep, fue lanzado el 18 de agosto de 2017. Tras el lanzamiento de su segundo disco, Life's Not out to Get You (2015), el grupo planeó trabajar en el material para su álbum de seguimiento antes de fin de año, aunque no pudieron debido a los compromisos de la gira. Este es el primer álbum de la banda con Sam Bowden como el nuevo guitarrista de la banda y por tanto, también el primer álbum de la banda sin la participación del guitarrista y fundador de la banda, Lloyd Roberts, quien dejó la banda en 2015.
Además cuenta con una colaboración: Sam Carter, lo que lo convierte en el primer álbum de estudio de Neck Deep con músicos invitados

## Antecedentes

### Nuevo guitarrista
En agosto de 2015, Neck Deep lanzó su segundo álbum, Life's Not out to Get You, que llegó al top 10 en el Reino Unido. Poco después, el guitarrista Lloyd Roberts abandonó la banda cuando se hicieron acusaciones de que había enviado mensajes explícitos a un fan menor de edad. Roberts realizó una investigación con la policía de North Wales, que posteriormente "no encontró ningún caso para que yo respondiera" y cerró la investigación. A pesar de esto, Sam Bowden reemplazó a Roberts, aunque no fue nombrado miembro oficial hasta más adelante en el año. Bowden estaba trabajando como técnico de guitarra para la banda, mientras tocaba en Blood Youth y Climates.

### Nuevo material
A fin de año, la banda planeó trabajar en material para su próximo álbum. Sin embargo, los compromisos de viaje les impidieron hacerlo. En junio de 2016, la banda publicó una foto de lo que se presume ser el vocalista Ben Barlow y el guitarrista Matt West estaban trabajando en música nueva. Más tarde se reveló que se trataba de un retiro de escritura en Monnow Valley Studio en Gales.

## Composición
El tema detrás del álbum es cómo la banda ha crecido en los dos años posteriores a Life's Not out to Get You. Cuando la banda estaba escribiendo el último álbum, estaban pasando por lo que Barlow le llama «un período de felicidad ininterrumpida». Después de recorrer ese álbum, Barlow dijo que revaluó "de qué se trata la vida y se cuestionó si basta con tener una actitud positiva".
En lugar de escribir solamente 10-14 canciones, la banda escribía constantemente para su tercer álbum. Barlow razonó que «siempre puedes encontrar algo mejor, y puedes tener una idea de la nada». Barlow vio el álbum como un esfuerzo de colaboración con cada miembro del material de escritura de la banda. Esperaba que esto "produjera resultados diferentes, pero de la mejor manera posible".

## Recepción
Antes del lanzamiento, Alternative Press incluyó el álbum en su lista de los álbumes más esperados del año.

## Lista de canciones
Todas las canciones están escritas por Neck Deep.

| N.º   | Título                        | Duración |  |
| 1.    | «Motion Sickness»             | 3:26     |  |
| 2.    | «Happy Judgement Day»         | 3:33     |  |
| 3.    | «The Grand Delusion»          | 3:27     |  |
| 4.    | «Parachute»                   | 3:41     |  |
| 5.    | «In Bloom»                    | 3:40     |  |
| 6.    | «Don't Wait» (con Sam Carter) | 3:18     |  |
| 7.    | «Critical Mistake»            | 3:16     |  |
| 8.    | «Wish You Were Here»          | 4:08     |  |
| 9.    | «Heavy Lies»                  | 3:30     |  |
| 10.   | «19 Seventy Sumthin»          | 3:58     |  |
| 11.   | «Where Do We Go When We Go»   | 3:37     |  |
| 39:34 |                               |          |  |

| HMV/Target exclusive bonus tracks |                     |          |  |
| N.º                               | Título              | Duración |  |
| 12.                               | «Beautiful Madness» | 3:09     |  |
| 13.                               | «Worth It»          | 3:24     |  |

## Posicionamiento en lista
| Lista (2017)                          | Posiciones |
| ------------------------------------- | ---------- |
| Australia (ARIA)                      | 8          |
| Austria (Ö3 Austria)                  | 70         |
| Bélgica (Ultratop flamenca)           | 39         |
| Canadá (Billboard Canadian Albums)    | 51         |
| New Zealand Heatseekers Albums (RMNZ) | 4          |
| Escocia (Scottish Albums Chart)       | 4          |
| Reino Unido (UK Albums Chart)         | 4          |
| Reino Unido (UK Independent Albums)   | 1          |
| Reino Unido (UK Rock & Metal Albums)  | 1          |
| US Billboard 200                      | 4          |
| Estados Unidos (Independent Albums)   | 2          |
| Estados Unidos (Top Rock Albums)      | 2          |

## Personal
| Neck Deep - Ben Barlow – voz principal - Sam Bowden - guitarra - Matt West - guitarra - Fil Thorpe-Evans – bajo - Dani Washington – Batería Músicos adicionales - Sam Carter: voz (pista 6). | Producción - Mike Green– productor - Will McCoy – grabación, productor, mezcla - Ted Jensen – masterización - Ryan Besch – ilustración |